# Am Döppersberg
Am Döppersberg, auch Döppers Berg, ist eine Ortslage in der bergischen Großstadt Wuppertal, Stadtteil Elberfeld. Nach dem Ort ist die Straße Döppersberg benannt, die am Wuppertaler Hauptbahnhof vorbeiführt und mit einer innerstädtischen Straßenkreuzung auf die Bundesstraße 7 trifft.

## Lage und Beschreibung
Die Ortslage liegt auf einer Höhe von rund 189 m ü. NHN am nördlichen Hang des Lichtscheider Höhenrücken i.e.S. (Wuppertaler Südhöhen) in der Mitte des Wohnquartiers Südstadt im Stadtbezirk Elberfeld.
Der Ursprung des Namens ist nicht sicher, wahrscheinlich ist Döpper oder Dopper der Name einer Familie.

## Geschichte
Auf der Topographischen Aufnahme der Rheinlande von 1824 ist die Ortslage mit Doppers B. beschriftet, auf späteren Karten ist die Ortslage nicht mehr verzeichnet.
1815/16 besaß der Ort 226 Einwohner. 1832 gehörte Döppersberg zur Fuhrter Rotte des ländlichen Außenbezirks des Kirchspiels und der Stadt Elberfeld. Der laut der Statistik und Topographie des Regierungsbezirks Düsseldorf als einzelne Häuser kategorisierte Ort wurde als Am Döppersberg bezeichnet und besaß zu dieser Zeit zwölf Wohnhäuser und vier landwirtschaftliche Gebäude. Auch wird ein öffentliches Gebäude aufgeführt. Zu dieser Zeit lebten 249 Einwohner im Ort, davon 40 katholischen Glaubens und 209 evangelischen Glaubens.
Im Adressbuch von 1850 bis 1868/70 ist die Ortslage als ‚Döppersberg‘ notiert. Eine Straße mit dem Namen Döppersberger Straße wurde 1873 benannt. Am 2. April 1901 wurde die Straße in Döppersberg umbenannt.